# سندباد: افسانه هفت دریا
سندباد: افسانه هفت دریا (انگلیسی: Sinbad: Legend of the Seven Seas) انیمیشنی در ژانر فانتزی و کمدی به کارگردانی تیم جانسون است که در سال ۲۰۰۳ منتشر شد.
در مجموعه فیلم های دزدان دریایی کارائیب و نقش کاپیتان جک اسپارو از شخصیت سندباد در این فیلم الهام گرفته شده است.